# Daiting
Daiting település Németországban, azon belül Bajorországban. Lakosainak száma 809 fő (2023. december 31.). Daiting Tagmersheim, Monheim, Buchdorf és Marxheim községekkel határos.

## Népesség
A település népessége az elmúlt években az alábbi módon változott:
| Lakosok száma | 412  | 526  | 688  | 707  | 783  | 771  | 758  | 770  | 789  | 809  |
|               | 1875 | 1950 | 1975 | 1987 | 2012 | 2014 | 2016 | 2017 | 2021 | 2023 |